# مستوصف الملحم
مستوصف الملحم هو أحد المنشآت الطبية في الأحساء بالمملكة العربية السعودية.

## الموقع
يقع مستوصف الملحم بطريق الخليج (طريق قطر) بالمثلث بالهفوف. يبعُد المستوصف عن صراف البلاد مسافة 50 متر، ومحطة إنارة الشوارع 244 متر، كما يبعد عن كلية الصيدلة الإكلينيكية 633 متر.

## التأمين
تتعاقد شركة الدرع العربي للتأمين مع مستوصف الملحم الطبي.